# Regional Preferente de La Rioja 1989-90
La temporada 1989-90 de Regional Preferente de La Rioja era el quinto nivel de las Ligas de fútbol de España para los clubes de La Rioja, por debajo de la Tercera División de España y por encima de la Primera Regional de La Rioja.

## Sistema de competición
Los 18 equipos en un único grupo, que se enfrentan a doble vuelta, una vez en casa y otra en el campo del equipo rival, todos contra todos.
El campeón de esta fase regular asciende a Tercera División. El segundo clasificado se enfrentará en un playoff a ida y vuelta contra el segundo clasificado de la Preferente de Navarra. El ganador de este playoff también consigue el ascenso.
Si ascendieran desde el grupo XV de Tercera División más equipos de los que descendieran desde Segunda B, habría más plazas de ascenso, que obtendrían los siguientes clasificados.
Los dos últimos clasificados descienden a Primera Regional.

## Clasificación[1]
| Pos. | Equipo                    | Pts. | PJ | G  | E  | P  | GF | GC  | Dif. |                                              |
| ---- | ------------------------- | ---- | -- | -- | -- | -- | -- | --- | ---- | -------------------------------------------- |
| 1    | S. D. Loyola (C, A)       | 56   | 34 | 24 | 8  | 2  | 89 | 25  | +64  | Ascenso a Tercera                            |
| 2    | C. C. D. Alberite         | 51   | 34 | 22 | 7  | 5  | 82 | 29  | +53  | Promoción de ascenso a Tercera               |
| 3    | Yagüe C. F.               | 50   | 34 | 20 | 10 | 4  | 92 | 36  | +56  |                                              |
| 4    | C. D. La Calzada          | 48   | 34 | 20 | 8  | 6  | 77 | 36  | +41  |                                              |
| 5    | C. D. Autol               | 45   | 34 | 19 | 7  | 8  | 61 | 41  | +20  |                                              |
| 6    | Náxara C. D.              | 41   | 34 | 17 | 7  | 10 | 54 | 39  | +15  |                                              |
| 7    | C. D. San Marcial         | 41   | 34 | 14 | 13 | 7  | 49 | 43  | +6   |                                              |
| 8    | C. D. Calahorra Promesas  | 37   | 34 | 14 | 9  | 11 | 54 | 41  | +13  |                                              |
| 9    | Peña Balsamaiso C. F.     | 33   | 34 | 10 | 13 | 11 | 57 | 61  | −4   |                                              |
| 10   | C. D. Cerverano           | 32   | 33 | 11 | 10 | 12 | 43 | 44  | −1   |                                              |
| 11   | C. D. Aldeano             | 32   | 34 | 13 | 6  | 15 | 53 | 55  | −2   |                                              |
| 12   | C. Atlético Vianés        | 29   | 34 | 12 | 7  | 15 | 48 | 61  | −13  |                                              |
| 13   | C. D. Cenicero            | 28   | 34 | 9  | 10 | 15 | 50 | 64  | −14  |                                              |
| 14   | C. D. Varea               | 27   | 34 | 10 | 7  | 17 | 48 | 74  | −26  |                                              |
| 15   | C. D. Tedeón              | 23   | 34 | 8  | 7  | 19 | 37 | 67  | −30  |                                              |
| 16   | S. D. Oyonesa             | 14   | 33 | 6  | 2  | 25 | 29 | 87  | −58  | El club no compite en la siguiente temporada |
| 17   | S. R. C. La Unión         | 12   | 34 | 2  | 8  | 24 | 19 | 66  | −47  |                                              |
| 18   | C. D. Arnedo Promesas (D) | 9    | 34 | 3  | 3  | 28 | 28 | 101 | −73  | Descenso a Primera Regional                  |

 Fuente: www.futbol-regional.es
Notas:
1. ↑  El C. Atlético Vianés fue sancionado con dos puntos por no presentarse al último partido ante el C. D. Tedeón.

## Promoción de ascenso
| Equipo 1          | Agr. | Equipo 2    | Ida | Vuelta |
| ----------------- | ---- | ----------- | --- | ------ |
| C. C. D. Alberite | 1-5  | A. D. Noáin | 0-1 | 1-4    |

| Ida; 3 de junio de 1990 | C. C. D. Alberite | 0-1 | A. D. Noáin |  |  |

| Vuelta; 10 de junio de 1990 | A. D. Noáin | 4-1 (Global 5-1) | C. C. D. Alberite |  |  |

| Asciende A. D. Noáin |